# El Vilosell

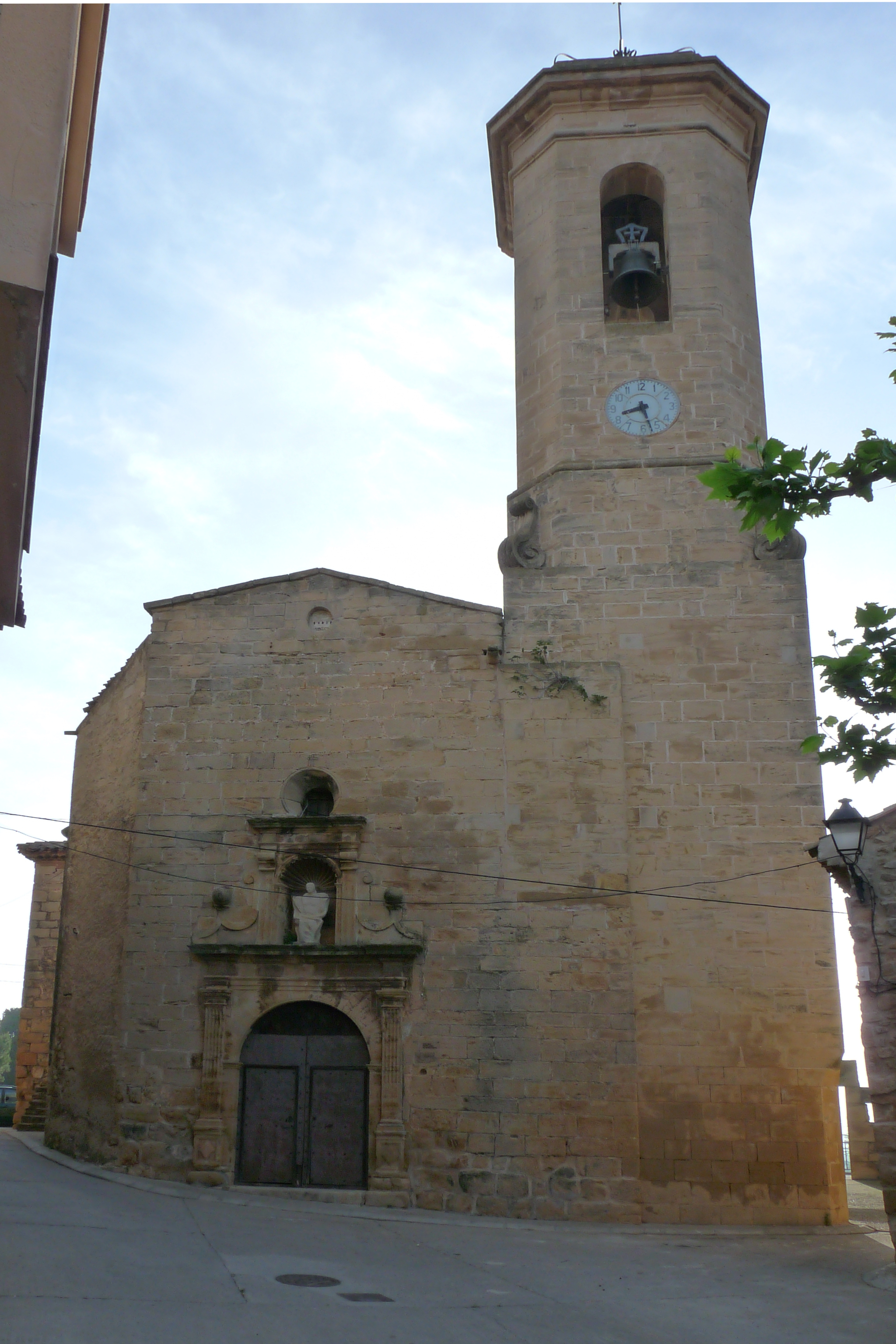
Iglesia de Santa María

El Vilosell, es un municipio español de la provincia de Lérida, en la comunidad autónoma de Cataluña, situado en la parte suroriental de la comarca de Las Garrigas, en el límite con la provincia de Tarragona.

## Geografía
El término municipal de El Vilosell, de 18,88 kilómetros cuadrados , se halla en el extremo sur-oriental de la comarca , sobre la parte más alta de la plataforma garriguense, limitando con las comarcas de la Conca de Barbera y la del Priorato, en las vertientes septentrionales de la sierra de la Llena, los puntos más altos de la cual (punta del Curull y la Tossa, de 1018 y 1023 m respectivamente) marcan la frontera meridional, de la cual baja el río de Set. Los municipios limítrofes son, en la Cuenca de Barberá, los de Vilanova de Prades (S) y Vallclara (E), y en las Garrigas, los de Vinaixa (NE), Albi (N), y Pobla de Ciérvoles (O). 
El territorio es irregular y abrupto, con fuertes pendientes, surcados de pequeñas rieras y barrancos,  y alternan el bosque de pino y de vez en cuando algún terraplén de sembrado, olivos o almendros. Sólo al sector del N y a la O, al lado del río de Set, predominan las tierras de cultivo. Algunos de los barrancos son los de Pedrinyà y del Picot, que se unen al río de Set. Atraviesa el término la carretera local que une El Vilosell con el pueblo de l'Albi, donde se comunica con la autopista de Barcelona en Lérida, y con Pobla de Ciérvoles al S. Una carretera local comunica El Vilosell con Vallclara.

## Interés turístico
El Vilosell tiene un gran interés turístico al ser un pueblo muy preservado, pueblo circular de calles adoquinadas, antiguamente amurallado y elevado en un cerro que domina sobre un extenso paisaje de garriga. Situado a los pies de las montañas de Prades, el pueblo dispone de una antigua iglesia, la capilla y la Cruz monumental de San Sebastián, de dos casas rurales, dos restaurantes y una bodega. 

## Geografía humana

### Demografía
Cuenta con una población de 194 habitantes (INE 2024).
| Gráfica de evolución demográfica de El Vilosell entre 1842 y 2021 |
| |
| Población de derecho según los censos de población del INE Población de hecho según los censos de población del INEEn estos censos se denominaba Vilusell: 1842 En estos censos se denominaba Vilosell: 1857, 1860, 1877, 1887, 1897, 1900, 1910, 1920, 1930, 1940, 1950, 1960, 1970 y 1981 |

## Economía

### Agricultura y Ganadería
Agricultura: La mitad de la superficie total del municipio está cultivada. Hasta los años 80, los principales cultivos habían sido los cereales (cebada y trigo), los olivos, la viña y los almendros. A lo largo de esta década se produjo un aumento del total de tierras labradas, y en especial de las dedicadas a cereales (cebada), almendros y olivo. A final del siglo XX los cultivos principales han sido los cereales (cebada), los almendros, los olivos y las viñas (inscritas en la denominación de origen Costers del Segre). La cooperativa agrícola "San Sebastián", fundada el 1944, que elabora vino y aceite con denominación de origen Las Garigues. El 1991 la empresa Fincas El Paso adquirió más de 60 hectáreas donde desde el 1990 se plantan cepos para conseguir uvas de calidad con qué elaborar vino espumoso "cava". 
Ganadería:  esta ha seguido una evolución negativa en cuanto a la avicultura, mientras que la cría de cerdos ha aumentado. También se ha producido un aumento de las actividades apícolas.

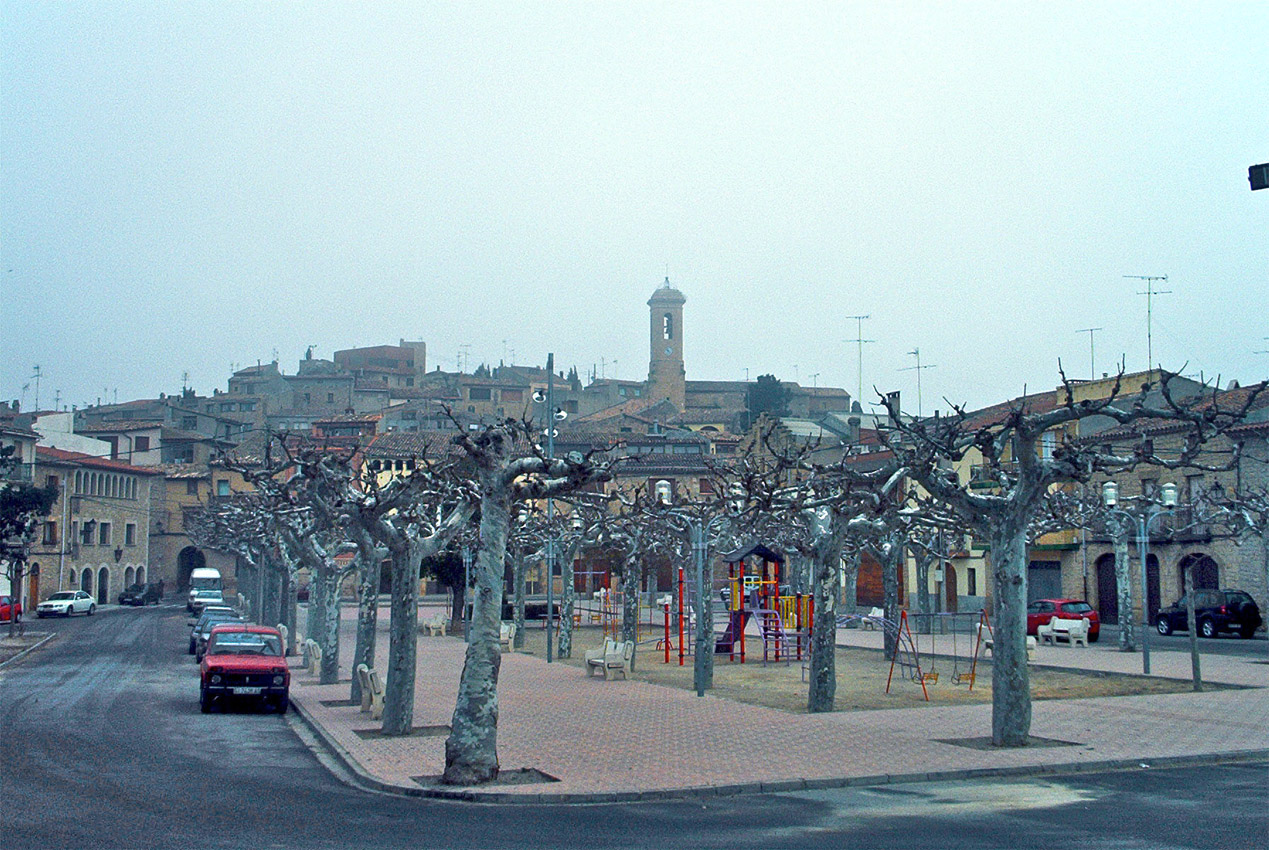
Plaza de San Sebastián, centro urbano con iglesia de Santa María

## Historia
El lugar y cercanías ya fue habitado tanto durante el neolítico como durante las épocas antiguas.
Edad Media
Existía como núcleo habitado en el siglo XI, ya en plena dominación sarracena, al deslinde de los reinos moros de Lérida y waliato de Siurana, y en 1067 ya hallamos el primer documento escrito donde se cita el nombre "Velosel". 
Durante la Reconquista, el lugar se ubica al límite extremo del castillo de Barberà (entre el 1168-72 señalan El Vilosell como extremo del reino almorávide de Lérida antes de la conquista cristiana de la ciudad). Una vez conquistado el territorio, se edifica el Castillo de El Vilosell en torno al cual se construye la población. Al constituirse la parroquia de Santa María de El Vilosell, fue integrada a la diócesis de Tarragona.

1168: El 23 de enero Guillemos de Timor, de acuerdo con Guillem de Cervera, su señor, cedía los derechos sobre el castillo y villa de L'Albi, junto con los de El Vilosell y sus términos, a Ferrer de Umbrales. La repoblación del territorio no fue efectivo hasta la época de Alfons I el Casto (1162-96). El Vilosell, como los otros pueblos de las Garrigues, había sido otorgado a los Cervera por el conocido convenio entre los condes de Barcelona y los de Urgell (antes del 1148), y Guillamos de Cervera concedió el lugar en feudo el 1178 a Pere de Besora con pactos concretos sobre la explotación de los réditos señoriales y dominicales y sobre la función de los alcaldes respectivos. En aplicación de este condominio, el 1184 Alfons I y Pere de Besora otorgaron desde Fraga una carta de poblamiento a los recién llegados a El Vilosell, a fin de que con Pere de Puilà y los otros habitantes del lugar disfrutaran de la libre posesión de las tierras, salvo los censals, diezmos y primicias de la Iglesia, el aprovechamiento de los prados y la madera de los bosques de las montañas de Siurana, al mismo tiempo que se reservaban unas parellades de tierra (extensión de tierra que una pareja de buey podía labrar durante una jornada) dentro del término. 
1205: Pere de Besora II(hijo) deja en prenda a Pere de Tarascó el castillo y villa de El Vilosell el día 29 de diciembre por 3.700 sueldos barceloneses.
1209: Pere, sacerdote de El Vilosell, con otras cabezas de casa, consta como poblador de Cervià, al recibir de Guillem de Timor esta localidad el día 29 de noviembre, la cual pertenecía a la jurisdicción del castillo de L'Albi.
1213: El día 29 de mayo el conde-rey Pere I hace la permuta de El Vilosell a Pere de Sassala, por el castillo y villa de Masacolzer.
1215: Pere de Sassala compró el día 27 de enero a Guillem de Cervera y a su mujer Elvira, condesa de Urgell, primeros señores del castillo, que cedieron al conde-rey Alfons I, todos los derechos que todavía tenían en El Vilosell y a su término. Pere de Tarascó hace cesión el día 6 de junio de todos los derechos señoriales sobre El Vilosell, por la suma de 1600 masmudines juzefies de oro que corresponden al que le debía de Pere de Besora por la deuda sobre el lugar.
1217: Pere de Sassala vende Velusell al monasterio de Poblet por 3.000 masmudines. 
1249: El Vilosell tiene 25 fuegos (aprox. 112 habitantes).
El abad Berenguer de los Castellots (1246-53) saneó y desarrolló este dominio y el 1252 los vecinos, secundados por el abad, litigaron contra l'Albi para delimitar los términos. A pesar de que los hombres de El Vilosell ayudaron (1272) al desarrollo de Cérvoles y la Fumada, la población se mantuvo, y a mediados de siglo XIV tenía 51 fuegos.
1270: Unos habitantes de El Vilosell obtienen establecimientos a la granja de Ciérvoles, y en 1287 El Vilosell tiene 32 fuegos (aprox. 144 habitantes).
1316: El abad Ponç de Copons visita El Vilosell para recibir el homenaje de las cabezas de familia.
1320: Unos hombres de El Vilosell entran a las tierras de la granja de Ciérvoles. El monasterio de Poblet les impone una multa de 1600 sueldos, que tenían que pagar por Todos los Santos del año mencionado y que no sabemos si fue efectivamente cobrada.
1330: El Vilosell tiene 107 fuegos (aprox. 481 habitantes).
1334: El abad Ponç de Copons compra al conde de Prades el mero imperio de Eñ Vilosell por la suma de 20.000 sueldos.
1344: Unos hombres de Albi fueran secuestrados y multados por la autoridad del señorío de Prades, acusados de cometer entuertos a en las tierras y territorios comunales de Siurana, El Vilosell, Pobla de Ciérvoles y La Fumada.
1347: Debido a su mal estado de conservación, hay que reparación del castillo. El abad Copons denuncia ante el juez correspondiente a los vilosellenses para que fueran obligados a hacer mano de obra para reparar el castillo.
1353: Según documento de 16 de julio, los hombres de El Vilosell quedan exentos de traer provisión a las galeras del rey.
1359: El Vilosell tiene 61 fuegos (aprox. 274 habitantes).
En el siglo XV El Vilosell fue uno de los puebles vasallos de Poblet que más contribuyeron a la administración del monasterio de Poblet. El monje fray Pere Martinet verso 1403-04 fue mayoral de El Vilosell, y el 1441 era bodeguero, y su vida de penitente va ligada a la población (cómo también en Lérida); los vilosellencs guardaron mucho tiempo recuerdo de su penitencia a las cuevas de la Pena y de sus tentaciones (la leyenbda narra como el diablo se le apareció una vez en forma de asno), de tal manera que un manuscrito del siglo XVI dice que “estos hechos los cuentan todavía los muchachos El Velusell”.
1400: El monasterio vuelve a comprar el mero imperio de El Vilosell al conde de Prades por 22.000 sueldos. El abad Vicenç envía una letra al alcalde de Vallclara donde conmina a los terratenientes de esta villa a El Vilosell para que reparen el castillo.
1435: El Vilosell tiene 48 fuegos (aprox. 216 habitantes).
1479: Un capitán francés realiza un inventario del castillo de El Vilosell.
1482:  Primer documento escrito donde se cita la ermita de Santo Miquel de la Tosca.

Edad Moderna
1520: El Vilosell tiene 44 fuegos (aprox. 216 habitantes); en 1553 tiene 56 fuegos (aprox. 252 habitantes. 
1570: El día 12 de septiembre se redactan y son promulgadas las Ordinacions de El Vilosell. Las ordenaciones del 1570 son un modelo de cómo se regía una comunidad municipal bajo la señoría de Poblet: prohibían de jurar por el nombre de Dios y de la Virgen bajo pena de besar tierra y pagar seis sueldos, castigaban el trabajar en domingo bajo pena de ser eliminado de todo oficio municipal, castigaban ir a cazar el domingo, establecían las multas si los vecinos no acudían a las órdenes del abad cuando sentían tocar la campana al sonido de vía fuera, etc. Gobernaban el común, un alcalde designado por el abad, tres jurados y nuevo prohombres con un consejo general de designación popular (los jurados eran elegidos por un año y a finales del mandato tenían que dar cuenta de comportamiento y dinero), y había dos jurados de termas que examinaban límites e hitos y controlaban las propiedades. Estaban muy fijados también los deberes y los derechos de los mostassafs (almotacen). 
1583: El Vilosell tiene 54 fuegos (aprox. 243 habitantes) y en Joan Forés construye una campana para la iglesia. En 1599, el abad Joan Tarròs va a El Vilosell el día 7 de octubre, recibiendo el homenaje del alcalde, los jurados y 57 jefes de casa (Joan Tarragó era alcalde de El Vilosell que tenía 348 hab. 
En 1603 el abad Simó Trilla visita El Vilosell el día 7 de octubre, recibiendo el juramento de fidelidad de 53 jefes de casa, y seguidamente establece determinadas prohibiciones. El abad confirma todos los privilegios, libertades, usos, consuetuds y prácticas, concedidos por los abades en el pueblo. Se hace condonación de cualquier penas civiles y criminales. El Vilosell tiene 46 fuegos (aprox. 204 habitantes).
En 1632, Antoni Calle es alcalde de El Vilosell y Lluís de Peguera cita a su obra "Práctica, obra y stil..." Vellucell cómo uno de los 31 lugares que son del Abad de Poblet. En 1643 el abad Rafel Llobera visita El Vilosell, revisando los estados de cuentas del municipio, manda a los vilosellencs que paguen los atrasos que deben de al monasterio. 
Durante la guerra de los Segadores, en 1647, el capitán Josep de Ardena distribuyó gente de su regimiento antifelipista a la villa de El Vilosell. El pueblo vivió los avatares de la guerra de los Segadores (tuvo que facilitar víveres a los soldados de las trincheras de Lérida en 1647.

1685: el día 11 de mayo el abad Josep Tresánchez nombra comisario o alcalde general para administrar justicia en el territorio de las baronías de Poblet y del convento a Josep Calle, vecino  de El Vilosell, población que tiene 31 fuegos (aprox. 140 habitantes). En 1693 el abad Pere Albert, por Decreto de 14 de julio, da licencia al común del Velusell, por espacio de cuatro años, porque pueda cargarse un trigésimo de todos los grandes que se cosecharán en el término, para financiar las obras de ampliación de la iglesia. En 1697, el 11 de octubre el abad Rosés concede licencia a Joan Lladó para hacer una ventana de la muralla en un balcó de 7 palmos de altura: se empieza a transformar la fisionomía medieval del pueblo. Tres años después concede por Decreto de 4 de junio, y establece que un trigésimo sobre todos los grandes que los habitantes de la villa cosecharán, se dedicará a financiar los trabajos de dorar el retablo mayor de la iglesia. Y en 1705 , el abad Dorda concede licencia para mudar la puerta de la iglesia del lugar donde está, para ponerla en frente de la calle que sube a la citada iglesia. En 1708 El Vilosell tiene 30 fuegos (aprox. 135 habitantes).
1730: se inicia la construcción de una ermita de nueva planta a Santo Miquel de la Tosca, tal y cómo consta l 'escudo de la entrada. En 1748 El Vilosell tiene 82 fuegos (aprox. 405 habitantes). En 1754 se hace suscripción popular para sufragar los gastos del altar y el retablo de Santo Miquel de la Tosca. 
1787: Según el censo de Floridablanca "el pueblo de El Vilosell. parroquia de Assumpta, corregimiento de Lérida" tiene 580 habitantes.
Siglo XIX: los Somatenes participaron en la guerra del Francés. Soportó después las luchas carlistas a lo largo del XIX, y sufrió la tromba de agua de Santa Tecla del 1874.
1803: El día 9 de julio nace en El Vilosell el que será Dr. Josep Caixal y Estrader, obispo de la Seu d'Urgell y Copríncipe de Andorra.
1809: durante la guerra de la Independencia, la ermita de Sant Miquel es Hospital de sangre de los franceses.
1821: el día 16 de julio se publica al Diario de Barcelona anuncio de la subasta de varias pertinencias del monasterio de Poblet, entre las cuales figura una casa "en la callo mayor del lugar del Vilusell" en 13.509 "reales de vellón". Esta casa se conoce actualmente como Can el Anyep Viejo. Diez años más tarde, en 1831 el pueblo tiene 450 habitantes y el entonces sacerdote Josep Caixal y Estrader canta su primera misa en El Vilosell. En 1833 empiezan las obras del campanario de la iglesia; y en 1842 son ya 693 fuegos (aprox. 407 habitantes). 

1860: El Vilosell tiene 697 habitantes, y en 1887 tiene 734 habitantes (máxima población de su historia). 
1908: El Vilosell se incorpora al partido judicial de Las Borjas Blancas; y en 1910 traída de aguas de San Miguel de la Tosca e inauguración de una lápida conmemorativa a la fachada del Ayuntamiento donde sale por primera vez el pájaro como señal heráldica del pueblo.
1912: Conocido popularmente como "el año de las desgracias": graves enfrentamientos entre dos bandos de la población resultante dos muertos y tres heridos. Los hechos son recogidos por la prensa en La Vanguardia, El Correo Catalán y El Diario de Barcelona. En 1913 se construye el nuevo camino de Santo Miquel de la Tosca; se presenta la cruz procesional de El Vilosell a una exposición de arte en Barcelona. 1922, se construye el cementerio nuevo: El día 21 de junio se hace la inauguración.
1929: Inauguración de las nuevas escuelas y el pueblo cuenta con 668 habitantes. En 1931 durante el mes de noviembre se empieza a construir el Sindicato cooperativo.

1936: 
- El Vilosell tiene 657 habitantes.
- El día 22 de julio se hacen detenciones y matanzas.
- El día 22 de septiembre se realizan varios cacheos a casas particulares.
- El día 22 de noviembre se realizan cacheos y detenciones.
1937
- Durante el mes de abril, el Ayuntamiento hace una emisión de papel-moneda de curso legal.
- Francesc Ciurana es alcalde de El Vilosell.
1938
- El día 28 de diciembre la aviación franquista deja caer una bomba en El Vilosell (hace impacto a Hace falta Colom).
- Joan Casas es alcalde de El Vilosell.
- Benet Llurba es alcalde de El Vilosell.
1939
- El día 6 de enero las tropas franquistas ocupan El Vilosell.
- Francesc Bou es alcalde de El Vilosell.
1940
- Reposición de la imagen de Santo Miquel de la Tosca.
- El Vilosell tiene 531 habitantes.
- Miquel Arbós es alcalde de El Vilosell.
1942
- El Gobernador civil de Lérida, Sr. Cremades Arroyo, visita El Vilosell con motivo de las obras para adoquinar la calle de la costa.
1943
- Nicasi Estradé es alcalde de El Vilosell.
1950
- El Vilosell tiene 484 habitantes.
1951
- Josep Cornadó es alcalde de El Vilosell.
1960
- El Vilosell tiene 367 habitantes.
1963
- Lluís Nogué y Pastó es alcalde de El Vilosell.
1967
- Se descubre la portada románica de la iglesia de El Vilosell.
1969
- Antoni Macià es alcalde de El Vilosell.
1970
- Se asfaltan la mayoría de las calles.
- El Vilosell tiene 255 habitantes.
1976 - El día 9 de septiembre llega la Marcha de la Libertad en El Vilosell con la intención de ir a Poblet el día 11. El día 10 la Guardia Civil realiza detenciones entre los caminantes de la Marcha. Ante estos hechos el Ayuntamiento en pleno, presidido por Antoni Macià, y la Junta de la Cooperativa presentan su dimisión al Gobernador civil.

1979
- Se celebran las primeras elecciones municipales de la democracia, resultando ganador UCD y siendo alcalde Carles Nogué.
- Sábado 28 de abril: Inauguración de la "creuta de Montserrat".
- El 8 de septiembre se conmemoró la muerte del obispo Caixal, con asistencia de varias autoridades que inauguran una calle con el nombre de este obispo.
- Domingo 18 de noviembre. Visita pastoral del Arzobispo de Tarragona Pont y Gol.
1980
- Por Decreto de 14 de enero de 1980, el Gobierno de la Generalidad autoriza en el Ayuntamiento de "Vilosell" a cambiar el nombre de este municipio por el suyo de origen catalán que es "El Vilosell".
1981
- El Vilosell tiene 225 habitantes
- Jueves 6 de agosto: Noticia de prensa "El Cementerio viejo transformado en una plaza".
- El 14 de agosto el expresidente Tarradellas, realiza una visita privada en El Vilosell.
- Viernes 25 de diciembre: Conmemoración de los 50 años del sindicato.
1982
- Día 21 de marzo: Noticia de prensa "Se descubreix un zulo con armas en una cabaña en el término de El Vilosell. Se hace detención de un presunto secuestrador de un banquero.
- Se abren al público las piscinas de El Vilosell. 
- Celebración de los quinientos años de San Miguel de la Tosca: inauguración de una lápida y publicación de un libro por Lluís Nogué y Pastó.
1983
- El día 8 de mayo se celebran elecciones municipales en las que resulta ganadora la coalición CIU, siendo alcalde Miquel Àngel Tarragó
1984
- Celebración del ochocientos años de la carta de poblamiento: publicación de dos libros de historia a cargo de Lluís Nogué y Pastó y de Benet Farré y Lloreta.

1987
- Jueves 25 de septiembre: Noticia de prensa "Restauran la capilla del Crucifijo"
- Se celebran elecciones municipales en las que resulta ganadora la coalición CIU, siendo alcalde Josep M. Nogué y Roig
1991
- Se celebran elecciones municipales en las que resulta ganadora la coalición CIU, siendo alcalde Josep M. Nogué y Roig
1992
- Aparece por primera vez en la fiesta mayor el Dragón de El Vilosell
- Y Muestra de Arte de El Vilosell con exposición a la ermita de San Sebastián
1993
- Inauguración de las calles Nuevo y Suertes, a cargo de Francesc Vidal, delegado del Gobierno de la Generalidad en Lérida
- Inauguración de Sala del Casal Recreativo, a cargo de Josep Grau, presidente de la Diputación de Lérida
- II Muestra de Arte de El Vilosell con exposición a la ermita de San Sebastián
- Nace el grupo de grallers de El Vilosell como "Troca de El Vilosell"

1994
- El 7 de agosto se celebra la III Muestra de Arte de El Vilosell con exposición a la ermita de San Sebastián
1995
- Se celebran elecciones municipales en las que resulta ganadora la coalición CIU, siendo alcalde Josep M. Nogué y Rojo
- Resolución del director general de Administración Local de 24 de octubre de 1995, por la cual se da conformidad a la adopción del escudo heráldico del municipio de El Vilosell (DOGC 2.126, de 10 de noviembre de 1995)
- El 23 de julio se celebra la IV Muestra de Arte de El Vilosell con exposición a la ermita de San Sebastián
1996
- El director general del Medio Natural de la Generalidad hace el pregón de la fiesta mayor
- El 11 de agosto de 1996 se celebra la V Muestra de Arte de El Vilosell con exposición a la ermita de San Sebastián
- Se reforma la fuente de la plaza de San Sebastián
- Se presenta el Pleno integral del Espacio natural de San Miguel de la Tosca

1998
- El 17 de agosto el delegado de Sanidad en Lérida, Josep Santamaria, inauguró el consultorio médico de El Vilosell.

2001
- El Tribunal Superior de Justicia de Cataluña dicta una sentencia sobre el escudo municipal de El Vilosell en la que estima el recurso contencioso administrativo presentado por un vecino del pueblo
- El 29 de julio tiene lugar la X Muestra de Arte de El Vilosell con exposición a la ermita de San Sebastián
- Dentro de los actos de la fiesta mayor, El Vilosell celebró el 13 de agosto la Y Fiesta del Segar, en la cual participaron unas 200 personas. Se reconstruyeron técnicas antiguas, como por ejemplo la del arado con guadaña o con garba y volante.
- Restauración del mirador de la abadía. El presidente de la Diputación de Lérida, Josep Pont, inauguró el 15 de agosto de 2001 el nuevo mirador de El Vilosell que lleva el nombre de su tío, el doctor Pont y Gol.
2003

- El 25 de mayo se celebran las elecciones municipales, CiU obtiene 5 regidores siendo alcalde Josep M. Nogué y Roig.
- El 7 de junio el director general de Desarrollo Rural, Francesc Xavier Ballabriga, inauguró un embalse de riego de 42 millones de litros

2005
- Se presenta el núm. 6 de la revista Atalaya de El Vilosell. Se presenta una maqueta del castillo de El Vilosell.
2006
- El 15 de mayo , robos que se hicieron durante la noche por un lado de "silenciosos" en varios garajes y almacenes.
- El 9 de agosto se produce un incendio que quema unas 15 hectáreas del término municipal.

## Cultura y patrimonio

### Castillo
La primera mención de El Vilosell data del año 1067, al describirse las afrontacions del castillo de Barberá (Barbera de la Cuenca - Tarragona). En esta época parece que El Vilosell era un asentamiento musulmán dependiente del territorio administrativo de la fortaleza de Siurana. La colonización feudal de este sector, pero, no debía de producirse hasta después de la conquista de Lérida (1149). No se vuelven a tener noticias el lugar hasta el 1155, en una donación. El 1179 Alfons I entregó a Guillem de Cervera varios castillos, entre los que figura el de El Vilosell, reservándose la potestad. Aquel mismo año, Alfons I, con el consentimiento de Guillem de Cervera, concedió la mitad del castillo de El Vilosell a Pere Besora, que se convirtió en el castellano de la fortificación y del territorio. A partir de entonces, este personaje supervisó la colonización efectiva del lugar, que se confirmó mediante una carta emitida el 1184. Pere Besora hace una primera donación al monasterio de Poblet el 1196; desde entonces el monasterio fue acumulando bienes y derechos del término hasta conseguir toda la señoría el 1217. Poblet conservó el dominio hasta el fin del antiguo régimen.
Hoy solamente resta la parte del talud meridional, conocida popularmente como el "Enjuba", que debe de corresponder a alguna reforma realizada en el siglo XVI a la antigua fortaleza medieval. Funcionalmente, este talud sirvió también para apoyar la zona rocosa de gres que debía de ser la plataforma de base del primitivo castillo. Toda la fortaleza fue derruida y sus piedras utilizadas para la construcción de las casas de la población a partir del siglo XVIII.
El año 1991 el Ayuntamiento construyó, en lo alto del castillo, un mirador. Una vivienda situada junto a levante del mencionado mirador y los depósitos de agua de más allá, han eliminado la posibilidad de localizar más restos del que podría haber sido el castillo primitivo.

## Símbolos
- El escudo de El Vilosell se define por el siguiente blasón:

«Escudo en losange de ángulos rectos: de azur, una muralla de oro cerrada de gules acompañada en la punta de un pájaro de oro. Al timbre, una corona mural de pueblo.»
Blasón aprobado el 16 de enero de 2004 y publicado en el DOGC n.º 4.072 de 17 de febrero de 2004.
En 1995 el municipio adpotó un escudo con el siguiente blasón:
«Escudo en losange de ángulos rectos: de azur, un báculo de abad de sable puesto en palo, resaltando sobre el todo un pájaro de oro. Al timbre, una corona de pueblo.»
Blasón aprobado el 24 de octubre de 1995 y publicado en el DOGC n.º 2.126 de 10 de noviembre de 1995.
En 1912 el municipio adoptó un escudo con el siguiente blasón:
«De oro, cuatro palos de gules; el jefe de azur, un pájaro de oro.»
El primer escudo de El Vilosell fue una puerta coronada con una torre, visible en la puerta de la ermita de Sant Miquel de la Tosca. Bajo el régimen borbónico se adoptó un nuevo símbolo con el anagrama de la madre de Dios, el cual se puede observar en la puerta del ayuntamiento. En 1912, bajo la creencia que el topónimo Vilosell derivaba de pájaro (ocell en catalán), el Ayuntamiento, adoptó el distintivo con el pájaro y la señal real del escudo de Cataluña. Existen varias representaciones del mismo en todo el municipio.
En 1995, se aprobó un nuevo escudo adecuado al reglamento de los símbolos de las entidades locales de Cataluña. Ese escudo presentaba como cargas al pájaro y a un báculo, en representación a la jurisdicción señorial de la abadía de Poblet desde 1217. El escudo fue impugnado por un vecino del pueblo, el cual argumentó que el nuevo símbolo no respetaba la heráldica tradicional del pueblo, y pidió que se incluyera la muralla que figura en el escudo heráldico que hay en la ermita de Sant Miquel de la Tosca. En el 2003 los vecinos del pueblo escogieron en referéndum el nuevo escudo entre tres propuestas, adoptando el escudo actual aprobado en 2005.

Representación del escudo de El Vilosell aprobado en 1912.
Representación del escudo de El Vilosell aprobado en 1995.
Representación del escudo actual de El Vilosell.